# شقران مهمل
شقران مهمل (الاسم العلمي:Puccinia neglecta) هو نوع من الفطريات يتبع جنس الشقران من الفصيلة الشقرانية.